# Haplochromis paropius
Haplochromis paropius là một loài cá thuộc họ Cichlidae. Nó là loài đặc hữu của Tanzania.